# كردية جنوبية
الكردية الجنوبية (الكردية: کوردیی باشووری، کوردی خوارگ، Kurdîyi başûrî, Kurdî xwarg)، والمعروفة أيضًا باسم «كوردي خوارن» هي لهجة كردية يتحدث بها في شرق العراق وغرب إيران. في إيران، يتم التحدث بها في مقاطعتي كرمانشاه وإيلام. في العراق، يتحدث بها في منطقة خانقين وصولاً إلى مندلي. وهي أيضًا لهجة قبائل الكاكايي الكردية المكتظة بالسكان بالقرب من كركوك ومعظم أكراد اليرسان في محافظة كرمانشاه. يوجد أيضًا في الشتات السكاني من المتحدثين الأكراد الجنوبيين في جبال ألبرز.
يستخدم المتحدثون الأصليون أبجديات مختلفة لكتابة الكردية الجنوبية، وأكثرها شيوعًا هي امتدادات الأبجدية الكردية القياسية.

## لهجات الفرعية
اللهجات الفرعية للكردية الجنوبية هي:
- كرمانشاهي، يتحدث بها في الغالب في غرب إيران، في وحول مدينة كرمانشاه
- فيلي، في إشارة إلى قبيلة فيلي؛ تُعرف أيضًا باسم إيلامي، بعد مقاطعة إيلام. يتحدث بها في شرق العراق في خانقين بمحافظة ديالى بالقرب من الحدود الإيرانية وفي غرب إيران في محافظة إيلام وأجزاء من محافظة كرمانشاه، من قبل الأكراد الفيليين. المهاكي هي لهجة فرعية. يتحدث بها قبيلة علي شيروان في إيلام وتقريباً جميع الأكراد الفيليين في بغداد ومندلي وبدرة وزرباطية في العراق. تشترك مع سوراني في العديد من الميزات.
- جاروسي بيجاري (Gerrûsî) (Bîcarî)
- مالكشاهي (Melikşayî)
- السانجابي (Sincawî) يشير إلى لغة أهل السنجابي. يرتبط ارتباطًا وثيقًا بـ لكي.
- لكي، يتحدث بها في منطقة زاغروس الوسطى بإيران، في مقاطعات لورستان، كرمانشاه درة شهر وهليلان في مقاطعة إيلام وبأعداد أقل بكثير في مقاطعات قزوين وهمدان وخوزستان.
- كلهوري (Kelhûrî)، في إشارة إلى كلهور (قبيلة كردية).

## وصلات خارجية
- Information regarding Southern Kurdish
- Kurdish Academy of Language describing Southern Kurdish
- Audio recordings of wordlists and narratives in Southern Kurdish, archived with Kaipuleohone
- southern Kurdish Wikipedia